# Adrien Cachot
Adrien Cachot, né le 10 octobre 1989 à Cenon (Gironde), est un chef cuisinier français, chef du restaurant Vaisseau, à Paris, étoilé Michelin.
Nommé « Jeune Talent » 2019 par le Gault & Millau, il est finaliste de la saison 11 de Top Chef diffusée en 2020 sur M6. Remarqué dans le concours pour sa personnalité détachée et pour l’originalité de ses propositions culinaires il est l'une des vedettes du programme,,. Il est considéré comme l'un des candidats les plus marquants de l'histoire de Top Chef.

## Parcours

### Jeunesse et formation
Fils d'artisans, issu d'une famille avec des origines catalanes, Adrien Cachot grandit à Cenon, dans l'agglomération bordelaise et rêve d'être footballeur. Sa scolarité s'avère difficile ; il se considère comme un « élève incompris » par ses professeurs. Après sa troisième au collège Jean-Zay de Cenon, il tente à quatorze ans de s'inscrire en maçonnerie, en couture ou encore en cuisine, qui l'attire par son côté libre : aucun établissement ne l'admet. Il est au-delà de la 200e place en liste d'attente du lycée hôtelier de Talence et les seules filières qui lui sont proposées sont la chaudronnerie ou la comptabilité. 
Son père lui obtient un stage d'été pour deux ou trois semaines au restaurant cenonnais étoilé La Cape, chez le chef Nicolas Magie. Adrien Cachot y reste finalement trois années en tant qu'apprenti, en suivant parallèlement une formation de CAP de cuisine de deux années au CFA Simone-Brandy (ICFA restauration) puis une année à l'École Hôtelière du Périgord à Boulazac, au terme de laquelle il décroche en 2008 une Mention complémentaire de cuisinier en desserts de restaurant.

### Début de carrière à Paris et à Bordeaux
Adrien Cachot part ensuite pour Paris travailler pendant deux années comme chef de partie à La Cantine du troquet avec Christian Etchebest (chef qui n'a aucun lien de parenté avec Philippe Etchebest).  
En décembre 2011, il retourne dans le sud-ouest travailler pendant trois ans dans un établissement de Nicolas Magie, la brasserie cenonnaise Ze Rock (brasserie du Rocher de Palmer). Il y seconde dans un premier temps celui qui fut son ancien tuteur à La Cape, Thomas Brasleret, avant de lui succéder comme chef à 23 ans. Adrien Cachot dira plus tard combien cette première expérience de chef fut difficile à cet âge. La passion d'Adrien Cachot pour la cuisine se développe peu à peu, à force de travail et il estime avoir eu un déclic huit années après ses débuts dans la restauration quand il se rend compte que son métier prend le pas dans son esprit sur ses autres passions que sont l'art urbain et le football. 
Vers 2014, Adrien Cachot revient à Paris travailler pendant un an comme chef au Petit Pan, un bar à tapas de Benoît Gauthier, où il est seul avec un plongeur. En janvier 2015, il participe aux sélections du concours de jeunes chefs San Pellegrino Young Chef et finit à la troisième place de la sélection française avec son plat signature : « Poulpe de Saint-Jean-de-Luz et cervelle de veau rôtie, pulpe de chou-fleur, noix de coco et condiments iodés ». 

### RestaurantDétour
Soutenu par Christian Etchebest, Adrien Cachot ouvre le 16 mars 2017 son restaurant, Détour, avec sa compagne, dans un petit local du 9e arrondissement qui peut accueillir seize couverts. Au démarrage, le restaurant passe inaperçu jusqu'à ce que l'établissement soit repéré, début avril 2017, par Emmanuel Rubin qui le présente dans Le Figaro, ce qui lance sa fréquentation. Le restaurant est ensuite remarqué par d'autres médias (Le Point, l'Express, blogs gastronomiques), qui titrent souvent en faisant des jeux de mots sur un restaurant « qui vaut le détour »,,. Le Figaro l'inclut dans son top 20 des tables parisiennes 2017 (« Meilleur terroir contemporain ») et Adrien Cachot reçoit, la même année, le trophée « Tremplins », remis par le magazine Le Chef. 
Fin 2018, Adrien Cachot est nommé «Jeune Talent » dans le millésime 2019 du Gault & Millau et, dans cette édition, la note de son restaurant passe à 13,5/20 et deux toques.
Adrien Cachot pratique une cuisine à la fois « rigoureuse » et « ludique, sensible, artistique » et aime surprendre ses clients avec un esprit aventureux. Il aime prendre les produits habituellement laissés de côté (couenne de porc, langue de canard, pieds de canard, pouces-pieds, etc.) et leur donner de la beauté. Il a une très forte mémoire gustative et puise son inspiration dans ses voyages au Japon, à Shanghai et en Italie. Il est un admirateur du chef catalan Ferran Adrià et de Pascal Barbot.

### Participation àTop Chef2020
Vers 2016, Adrien Cachot passe une première fois le casting de Top Chef, sans succès. Rappelé par la production, il n'est pas motivé, hésite et change d'avis, puis accepte en 2019 après une ultime relance au cours de laquelle la production lui dit « on pense qu'on a loupé le rendez vous avec toi », approche qui le touche. Adrien Cachot voit le concours comme un défi personnel, n'ayant pas fait de grandes maisons contrairement à la plupart des candidats. 
Le tournage de la saison 11 de Top Chef débute le 30 septembre 2019. Il se fait remarquer dès la première épreuve qualificative lorsque, en plein coup de feu , il s'absente de son plan de travail pour aller tranquillement aux toilettes. Il est retenu dans la brigade de Paul Pairet. S'il donne une première impression de nonchalance et de désinvolture, Adrien Cachot s'affirme rapidement comme un candidat « énorme » (selon Philippe Etchebest), à la force tranquille.
Il remporte notamment l'épreuve du « plat en croûte originale » de Glenn Viel, la dernière chance avec la salade, où sa sucrine fumée, condiment salade et mer est jugée comme l'un des meilleurs plats de toute la compétition, l'épreuve du chocolat en plat salé d'Alexandre Mazzia, la guerre des restos qu'il remporte avec Mallory Gabsi en faisant l'unanimité du jury, l'épreuve des fruits de mer de Mauro Colagreco, l'épreuve du show culinaire, dans laquelle il impressionne un parterre de huit chefs deux et trois étoiles en cuisinant du foie gras et des huîtres avec un flambadou. Il se qualifie en finale où il s'incline face au chef étoilé David Gallienne. Il estime a posteriori avoir perdu en raison de son choix d'un menu complexe à réaliser et est considéré comme le vainqueur « de cœur » du concours.

### L'aprèsTop Chef
Après le concours, Adrien Cachot projette de déménager dans un restaurant plus grand et avec une cuisine mieux équipée, afin de pouvoir repousser les limites de sa cuisine. Le restaurant Détour est définitivement fermé après le confinement de 2020,.
En juillet 2020, quelques semaines après la fin de la diffusion de Top Chef, il ouvre la friterie éphémère 140°C Street à Paris avec Mallory Gabsi, en référence au restaurant qu'ils avaient créés ensemble pour l'épreuve de la guerre des restos. Victime de son succès, le concept doit être adapté pour accueillir près de 1000 personnes par jour, bien au delà de ce qui était attendu,,, et finit par fermer prématurément afin de ne pas concentrer trop de personnes au même endroit dans le contexte de la pandémie de Covid-19.

### RestaurantVaisseau
En 2021, Adrien Cachot prévoit d'ouvrir un nouveau restaurant à Paris et écrit un livre intitulé Hors-Piste qui paraît le 16 juin. Fin 2021, il est chef en résidence au restaurant Le Perchoir à Ménilmontant pendant trois mois,.
En décembre 2023, Adrien Cachot ouvre son restaurant Vaisseau à Paris, dans le 11e arrondissement. En mars 2025, le restaurant obtient une étoile dans le guide Michelin.
Adrien Cachot est passionné de football et supporter des Girondins de Bordeaux depuis son enfance.

## Publication
- Adrien Cachot et François Chevalier (préf. Paul Pairet, photogr. Louis Boucharinc), Hors Piste, Paris, Flammarion, coll. « Hors collection - Cuisine et gastronomie », 16 juin 2021, 208 p. (ISBN 978-2-0802-5771-0)

## Distinctions
- 2025 : Son restaurant Vaisseau obtient une étoile Michelin